# Thalassometra tara
Thalassometra tara är en sjöliljeart som beskrevs av McKnight 1977a. Thalassometra tara ingår i släktet Thalassometra och familjen Thalassometridae. Inga underarter finns listade i Catalogue of Life.